# 교와촌 (나가노현 기타사쿠군)
교와촌(일본어: 協和村)은 일본 나가노현 기타사쿠군에 있던 촌이다. 현재의 사쿠시에 해당한다.

## 역사
- 1889년 4월 1일 - 정촌제 시행에 의해 교와촌이 단독으로 자치체를 형성하였다.
- 1959년 8월 1일 - 모토마키정, 가스가촌, 후세촌과 합병해, 모치즈키정이 성립하여, 동일 교와촌은 폐지되었다.

## 교통

### 도로
- 국도 제142호선

## 참고문헌
- 角川日本地名大辞典 20 長野県